# Lancia Gamma (1975)
La Gamma est un modèle d'automobile construit par Lancia entre 1975 et 1984.
Elle existe en version berline et en version coupé, toutes deux dessinées par Pininfarina. La berline est dérivée d'un ancien projet du designer pour BMC, la 1800 Berlina Aerodinamica, sortie au salon de Turin de 1967, qui a inspiré entre autres les Citroën GS, Citroën CX et Rover SD1. Comme la Citroën CX, la berline Gamma est une bicorps sans hayon. 
Afin de résoudre le dilemme entre la nécessité d'une bonne visibilité arrière et celle d'un couvercle de coffre remontant assez haut, Pininfarina a opté pour un système de vitrage en bout de plage arrière qui permet de voir via le coffre, à travers les persiennes situées dans le couvercle de malle, sous la lunette arrière.
À l'origine, Fiat n'avait prévu qu'une berline et le prototype du coupé dessiné par Aldo Brovarone n'était qu'un exercice de style de Pininfarina, différent esthétiquement de la berline. 
Devant l'accueil du public, il sera commercialisé. La ligne tendue est fluide et semble simpliste mais offre à la Gamma coupé un véritable caractère atypique. Il y a beaucoup de raffinement dans le traitement de certains détails, comme le montant arrière formant un arceau légèrement saillant sur le toit ou encore la forme concave du couvercle de coffre. 
La Gamma a été conçue à l'époque où Citroën et Fiat collaboraient (entre 1970 et 1972), ce qui explique certains points communs avec la CX dans le concept (voiture haut de gamme, traction avant à deux volumes, mais sans hayon). 
Certains prototypes ont même circulé avec la suspension hydropneumatique[réf. souhaitée].
La Gamma débuta sa commercialisation avec deux 4 cylindres à plat entièrement nouveaux et montés en position longitudinale. Conçus chez Lancia, ils n’avaient aucun lien de parenté avec des mécaniques Fiat. 
La cylindrée de la voiture est de 2 500 cm3, plus gros boxer jamais produit pendant plusieurs années, de 140 ch.
Il existait aussi une berline de 2 000 cm3 pour le marché italien, pour échapper à la lourde taxation de 38 % appliquée aux modèles de plus de 2 litres de cylindrée. 
En 1980, le 2.5 adopta l’injection Bosch L-Jetronic. 
Les clients avaient le choix entre une boîte manuelle à 5 vitesses et une automatique à 4 rapports. 
Hélas, les performances étaient moyennes par rapport au pedigree de la voiture et surtout à ses prétentions (17,3 s pour le 400 mètres départ arrêté). 
La vitesse maximale revendiquait tout de même un 195 km/h, honorable pour l'époque.
Lancia produisit un peu plus de 15 000 berlines et moins de 7 000 coupés. Ce fut donc un cuisant échec commercial, dû à plusieurs raisons. D'abord, le retard pris à la conception à cause de l'interruption brutale du rapprochement avec Citroën, qui força Lancia à repartir d'une copie blanche pour le développement de la Gamma. Celle-ci arriva donc sur le marché avec un style déjà daté et face à des concurrentes plus affûtées. La gamme réduite à un seul moteur, de surcroît quatre cylindres, ne l'aidait pas à compenser cette faiblesse. Mais ce sont surtout ses pannes en tous genres (mécaniques comme électriques, sans compter la rouille) qui lui valurent dès ses débuts une réputation exécrable, éloignant d'elle la clientèle, même en occasion. En effet, dire que la Gamma a connu des problèmes de fiabilité est un euphémisme ; le moteur était sujet à des casses graves, liées notamment à la distribution : par exemple, une sollicitation intensive de la direction assistée, dont la pompe était entraînée par un des deux arbres à cames, pouvait ainsi finir par dérégler la distribution et entraîner une casse moteur. 
L'élégant coupé a servi de base à trois prototypes de salon dessinés par Pininfarina eux aussi : Spider (coupé à toit amovible, 1978), Scala (berline 4 portes, 1980) et Olgiata (break de chasse à trois portes, 1982). 
On peut apercevoir, à plusieurs reprises, une Lancia Gamma (berline) de couleur bleue conduite par Alain Delon dans le film Trois hommes à abattre, ainsi que dans Spécial Police, pilotée par Richard Berry.

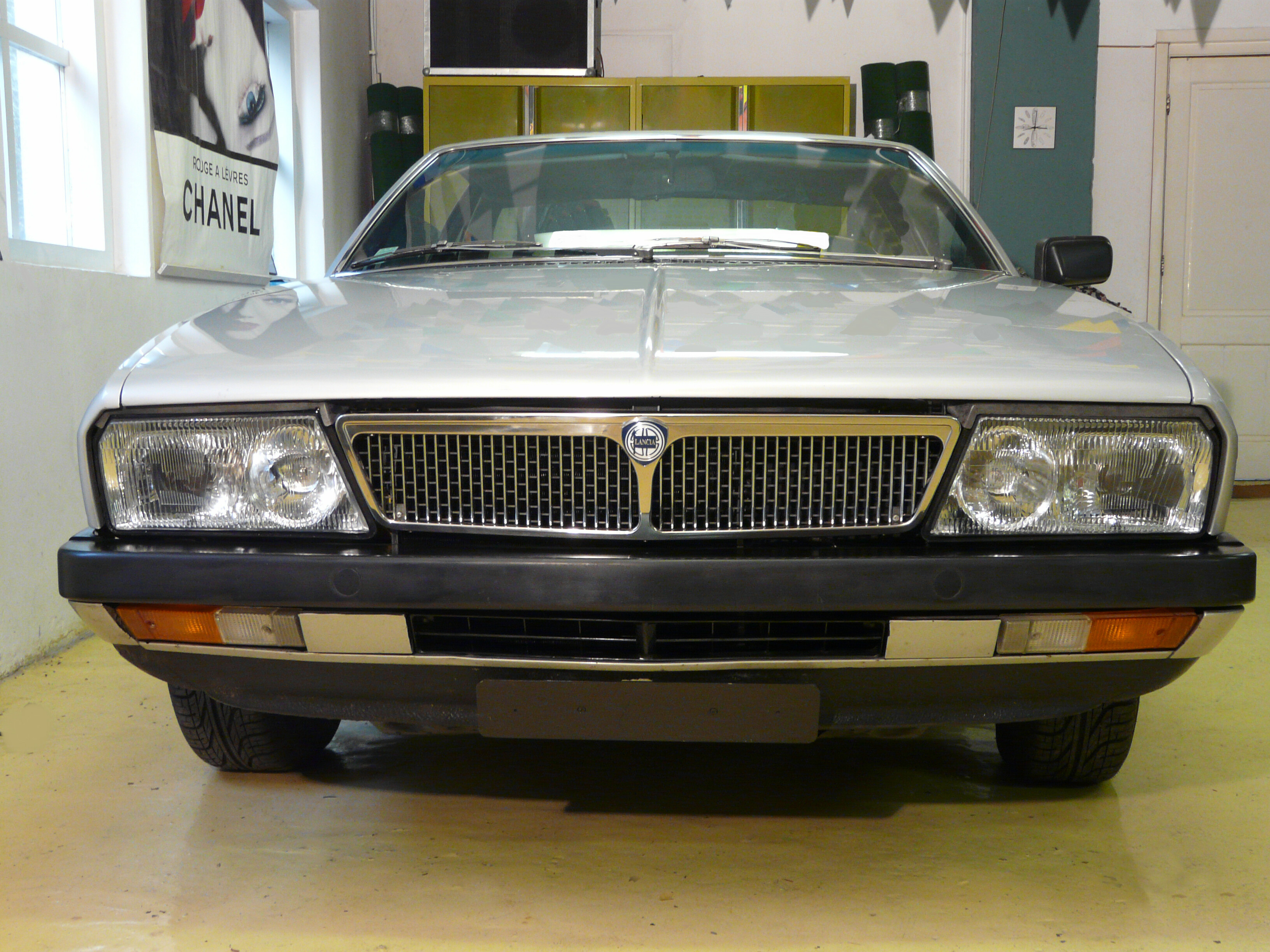
Gamma coupé FL 2500 IE (1982).
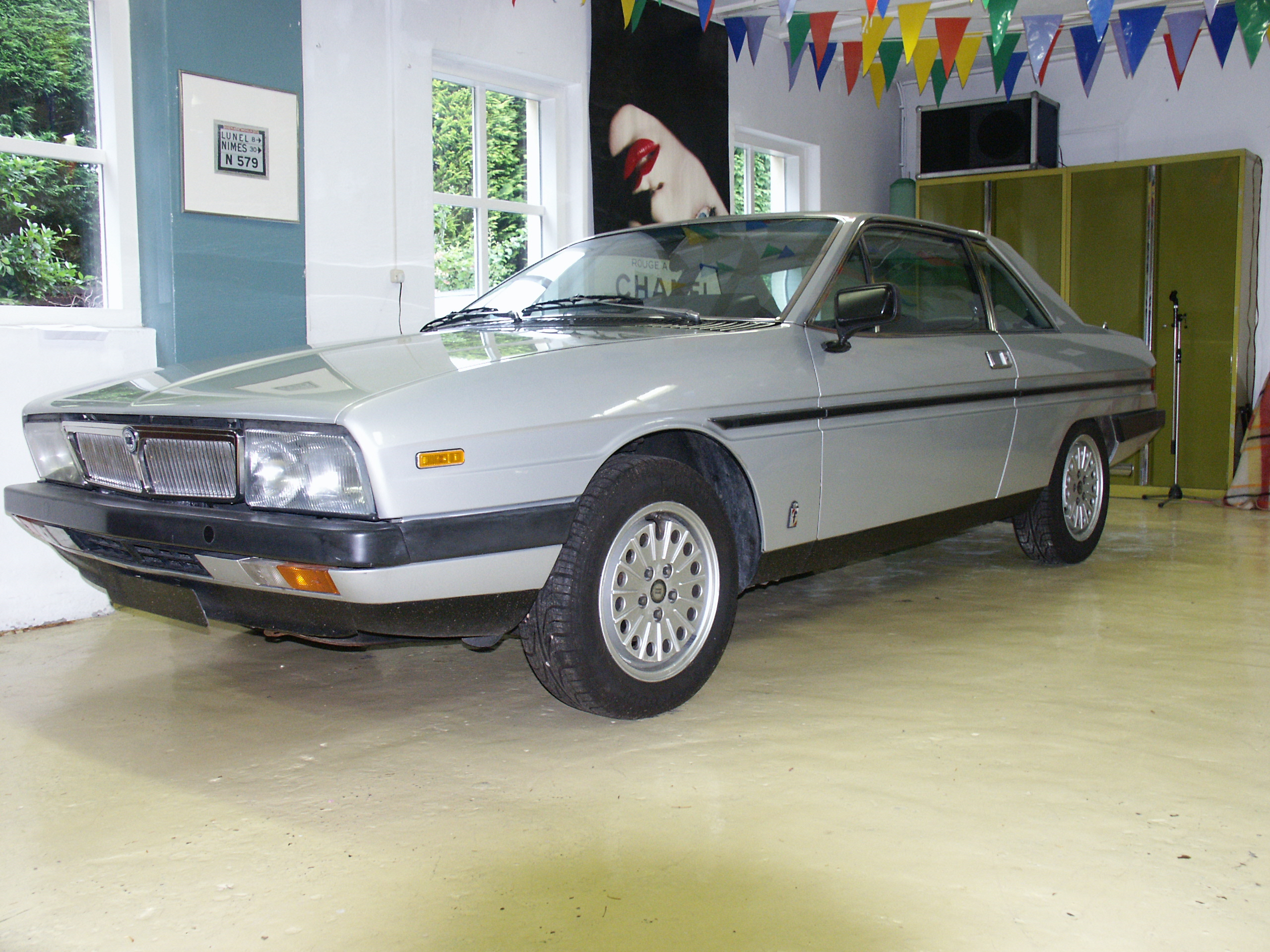
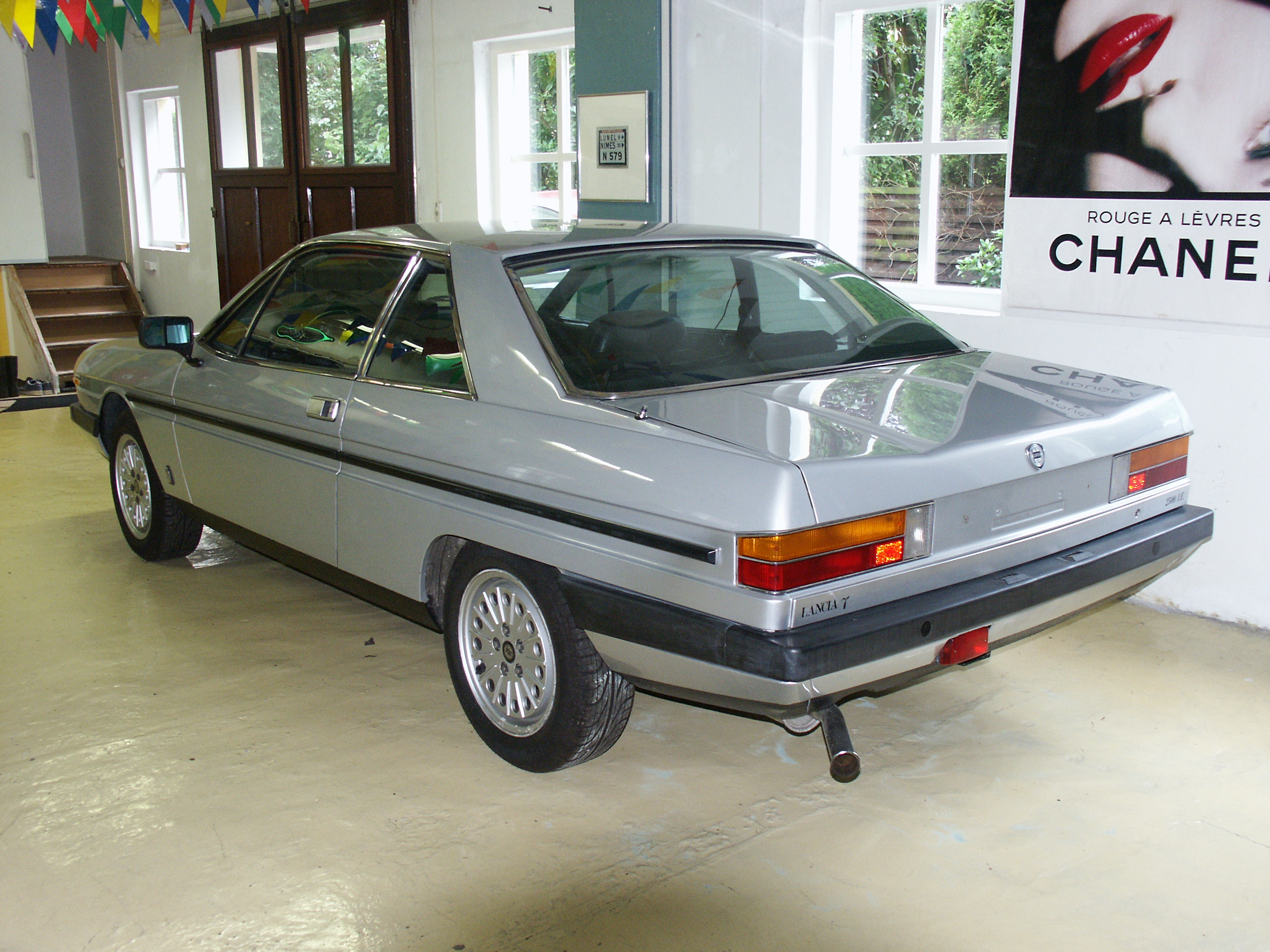